# Мінді Калінґ
Віра Мінді Чокалінґем (англ. Vera Mindy Chokalingam), відома під творчим ім'ям Мінді Калінґ (англ. Mindy Kaling); нар. 24 червня 1979, Кембриджі, Массачусетс) — американська акторка, продюсерка, сценаристка та комікеса. Відомі ролі — у фільмі «Сорокарічний та незайманий» (2005), телесеріалі «Офіс» (2007). Знялася в авторському серіалі «Проєкт „Мінді“». П'ятиразова номінантка на прайм-тайм премію «Еммі», володарка премії Гільдії сценаристів Америки, премії «Супутник» (Satellite) та інших.

## Життєпис
Народилася в Кембриджі, Массачусетс, в сім'ї тамілів, емігрантів з Індії. Закінчила в 1997 році приватну школу «Buckingham Browne & Nichols». Вступила у Дартмутський коледж. Там увійшла до трупи імпровізаційної комедії «День ігрових собак». Коледж закінчила в 2001 році. У 2003 році у власній п'єсі «Метт і Бен», написаній у співавторстві з Брендою Вітерс, грала з Беном Аффлеком. Ця п'єса була внесена журналом «Тайм» у список «Десяти найголовніших театральних подій року».
У 2017 році Калінґ зайняла 3 місце в рейтингу Forbes «Найбільш високооплачуваних акторок телебачення». За рік вона заробила 13 млн доларів.
15 грудня 2017 року народила дочку Кенрін Суоті.

## Фільмографія

### Акторка
| Рік       |     | Українська назва                             | Оригінальна назва                              | Роль                                            |
| --------- | --- | -------------------------------------------- | ---------------------------------------------- | ----------------------------------------------- |
| 2021      | док | Друзі: Возз'єднання                          | Friends: The Reunion                           | у ролі самої себе                               |
| 2019      | с   | Ранкове шоу                                  | The Morning Show                               | Одра (3 епізоди)                                |
| 2019      | ф   | Пізній вечір                                 | Late Night                                     | Моллі Пател                                     |
| 2018      | с   | У Філадельфії завжди сонячно                 | It's Always Sunny in Philadelphia              | Сінді (1 епізод)                                |
| 2018      | ф   | Вісім подруг Оушена                          | Ocean's Eight                                  | Аміта                                           |
| 2018      | с   | Чемпіони                                     | Champions                                      | Прія Пател (5 епізодів)                         |
| 2018      | ф   | Складки часу                                 | A Wrinkle in Time                              | пані Хто                                        |
| 2017      | кф  | Джей-Зі і Бейонсе, «Family Feud» (відеокліп) | Jay-Z feat. Beyoncé: Family Feud               | Мінді                                           |
| 2012—2017 | с   | Проєкт «Мінді»                               | The Mindy Project                              | Мінді Лахірі (головна роль)                     |
| 2017      | с   | Тварини                                      | Animals                                        | Сенді (1 епізод, голос)                         |
| 2015      | с   | Маппети                                      | The Muppets                                    | Мінді Калінг (1 епізод)                         |
| 2015      | ф   | Ніч перед похміллям                          | The Night Before                               | Сара                                            |
| 2015      | кф  | Перше побачення Райлі? (відео)               | Riley's First Date?                            | Відраза (голос)                                 |
| 2015      | с   |                                              | HitRECord on TV                                | Белла Обскура (1 епізод)                        |
| 2015      | мф  | Думками навиворіт                            | Inside Out                                     | Відраза (голос)                                 |
| 2013      | ф   | Це кінець                                    | This Is the End                                | Мінді Калінг                                    |
| 2005—2013 | с   | Офіс                                         | The Office                                     | Келлі Капур (основний склад, 161 епізод)        |
| 2013      | кф  | Проєкт «Мінді»: Проєкт «Морган»              | The Mindy Project: The Morgan Project          | Мінді Лахірі                                    |
| 2012      | мф  | Ральф-руйнівник                              | Wreck-It Ralph                                 | Таффіта Мармеладіс (Taffyta Muttonfudge, голос) |
| 2012      | ф   | 5 років майже одружені                       | The Five-Year Engagement                       | Ванета                                          |
| 2011      | с   | Офіс: Сусідка (2 серії)                      | The Office: The Girl Next Door                 | Келлі Капур (головна роль)                      |
| 2011      | с   | Офіс: Подкаст (3 серії)                      | The Office: The Podcast                        | Келлі Капур (головна роль)                      |
| 2011      | ф   | Більше ніж секс                              | No Strings Attached                            | Шира                                            |
| 2010      | с   | Офіс: Третій поверх (3 серії)                | The Office: The 3rd Floor                      | Келлі Капур (головна роль)                      |
| 2010      | ф   | Нікчемний Я                                  | Despicable Me                                  | Мама-туристка (голос)                           |
| 2010      | с   | Офіс: Вихователь (3 серії)                   | The Office: The Mentor                         | Келлі Капур (головна роль)                      |
| 2009      | с   | Офіс: Витончена сексуальність (3 серії)      | The Office: Subtle Sexuality                   | Келлі Капур (головна роль)                      |
| 2009      | с   | Офіс: Шантаж (4 серії)                       | The Office: Blackmail                          | Келлі Капур (основна роль, 2 епізоди)           |
| 2010      | ф   | Ніч у музеї 2: Смітсонівська битва           | Night at the Museum: Battle of the Smithsonian | доцентка                                        |
| 2008      | с   | Офіс: Вибух (4 серії)                        | The Office: The Outburst                       | Келлі Капур (основна роль, 3 епізоди)           |
| 2008      | с   |                                              | House Poor                                     | Мінді                                           |
| 2008      | с   |                                              | Global Warming                                 | Мадхар                                          |
| 2007      | ф   | Ліцензія на весілля                          | License to Wed                                 | Шеллі                                           |
| 2006      | ф   | Діти без нагляду                             | Unaccompanied Minors                           | хостес у ресторані                              |
| 2005      | с   | Угамуй свій запал                            | Curb Your Enthusiasm                           | асистентка Річарда Льюїса (1 епізод)            |
| 2005      | ф   | Сорокарічний та незайманий                   | The 40-Year-Old Virgin                         | Емі                                             |

### Сценаристка
| Рік       |   | Українська назва                  | Оригінальна назва           | Роль              |
| --------- | - | --------------------------------- | --------------------------- | ----------------- |
| 2020      | с | Ніколи цього не робив             | Never Have I Ever           | 10 епізодів       |
| 2019      | с | Чотири весілля та одні похорони   | Four Weddings and a Funeral | 10 епізодів       |
| 2019      | с | Офіс (індійський ситком)          | The Office                  | 2 епізоди         |
| 2019      | ф | Пізній вечір                      | Late Night                  |                   |
| 2018      | с | Чемпіони                          | Champions                   | 10 епізодів       |
| 2012—2017 | с | Проєкт «Мінді»                    | The Mindy Project           |                   |
| 2005—2012 | с | Офіс                              | The Office                  | 26 епізодів       |
| 2008      | с |                                   | House Poor                  | Мінді             |
| 2006      | с | Суботнього вечора в прямому ефірі | Saturday Night Live         | скетчи (1 епізод) |

### Режисерка, продюсерка
| Рік       |    | Українська назва                            | Оригінальна назва                | Роль |
| --------- | -- | ------------------------------------------- | -------------------------------- | --- |
| 2020      | с  | Я ніколи не…                                | Never Have I Ever                | продюсерка |
| 2019      | тф | Рівень загрози «Північ». Спеціальний випуск | Threat Level Midnight: The Movie | виконавча співпродюсерка |
| 2019      | с  | Чотири весілля та одні похорони             | Four Weddings and a Funeral      | виконавча продюсерка |
| 2019      | ф  | Пізній вечір                                | Late Night                       | продюсерка |
| 2018      | с  | Чемпіони                                    | Champions                        | виконавча продюсерка (8 епізодів) |
| 2012—2017 | с  | Проєкт «Мінді»                              | The Mindy Project                | виконавча продюсерка |
| 2006—2012 | с  | Офіс                                        | The Office                       | режисерка (2 епізоди), виконавча співпродюсерка (75 епізодів), продюсерка (29 епізодів), виконавча продюсерка (15 епізодів), продюсер-консультантка (9 епізодів) |
| 2011      | с  |                                             | The Office: The Girl Next Door   | режисерка |
| 2010      | с  |                                             | The Office: The 3rd Floor        | режисерка |
| 2009      | с  |                                             | The Office: Subtle Sexuality     | режисерка |
| 2006      | тф | Мінді та Бренда                             | Mindy and Brenda                 | продюсерка |